# شارسینا
شارسینا یکی از پادشاهان ماننا بوده‌است. او فرزند مکتیارا (نیک دیارا) می‌باشد. شارسینا و ایشپوئینی پادشاه اورارتو جزو حریفان آشوریان بوده‌اند. شامشی آداد پنجم ظاهراً شکست سختی به پادشاهی ماننا وارد کرده‌است زیرا در دههٔ دوم قرن نهم قبل از میلاد به‌ جای پادشاه ماننا یعنی شارسینا فرزند مکتیارا فرمانروای پادشاهی‌های پیرامون دریاچه ارومیه بوده‌است.